# Jopke van Dobbenburgh
Jopke van Dobbenburgh (Haastrecht, 14 oktober 2001) is een Nederlands zangeres en bestuurslid van de studentenvereniging UVSV. In 2025 brak ze door met het nummer Lotje, dat een nummer 1-hit werd in de Spotify-virallijst en de Single Top 100.

## Biografie
Van Dobbenburgh groeide op in Haastrecht. Op jonge leeftijd maakte ze onderdeel uit van een kinderkoor en zong ze een paar jaar in een kinderkoor. In 2017 werd ze geselecteerd om met Karin Bloemen te mogen zingen in de Goudse Schouwburg.
In 2020 ging Van Dobbenburgh rechten studeren in Utrecht. Dit combineerde ze met een studie Franse taal. Daarnaast werd Van Dobbenburgh bestuurslid bij de vrouwenstudentenvereniging UVSV. Vanwege het 125-jarig bestaan van de vereniging bracht de Lustrumcommissie UVSV/NVVSU met daarin naast Van Dobbenburgh, ook Maurits Beelen en Roeland Beelen, in maart 2024 in eigen beheer onder Anno Ons een volledig album uit. Een van de nummers daarop is Lotje, dat gemaakt werd voor een skireis en werd gezongen door Van Dobbenburgh samen met Roeland Beelen. Lotje gaat over een Frans meisje genaamd Lotje. Het nummer ging viraal nadat Snelle deze in een TikTok benoemde en wist de nummer één positie te behalen in de Spotify virallijst. Van Dobbenburgh mocht samen met Beelen voor het eerst liveoptreden in de studio van Radio 538. Ook tekenden zij een platencontract bij Universal Music. In de Nederlandse Single Top 100 wist het duo met Lotje binnen te komen op de 48e plek in dezelfde hitlijst. In de vierde week werd het de eerste nummer 1-hit van Van Dobbenburgh.

## Discografie

### Singles
| Lied                       | Verschijnen  | Album | Hitlijsten | Hitlijsten | Hitlijsten  | Hitlijsten  | Hitlijsten   | Hitlijsten   | Opmerkingen |
| Lied                       | Verschijnen  | Album | BE (VL)    | BE (VL)    | NL (Top 40) | NL (Top 40) | NL (Top 100) | NL (Top 100) | Opmerkingen |
| Lied                       | Verschijnen  | Album | Piek       | Weken      | Piek        | Weken       | Piek         | Weken        | Opmerkingen |
| -------------------------- | ------------ | ----- | ---------- | ---------- | ----------- | ----------- | ------------ | ------------ | ----------- |
| Lotje (met Roeland Beelen) | 8 maart 2024 | —     | 33         | 11         | 2           | 19*         | 1 (5wk)      | 21*          |             |